# NGC 643
NGC 643 is een open sterrenhoop in het uiterste zuidoostelijke gedeelte van de Kleine Magelhaense wolk, in het sterrenbeeld Kleine Waterslang. Het hemelobject werd op 18 september 1835 ontdekt door de Britse astronoom John Herschel. Het hemelobject ligt in de buurt van NGC 643A, NGC 643B en NGC 643C.

## Synoniemen
- ESO 29-SC50